# Скарлатешти (Браила)
Скарлатешти (рум. Scărlătești) насеље је у Румунији у округу Браила у општини Чирешу. Oпштина се налази на надморској висини од 42 m.

## Становништво
Према подацима из 2002. године у насељу је живело 965 становника, од којих су сви румунске националности.